# Every Beat of My Heart
Every Beat of My Heart es el décimo cuarto álbum de estudio del vocalista británico de rock Rod Stewart, publicado el 23 de junio de 1986 a través de Warner Bros. Records. La portada del disco cuenta con su nombre bastante prominente que cubre casi el veinticinco por ciento de ella, por lo que en los Estados Unidos por varios años se conoció simplemente como Rod Stewart. Al igual que sus anteriores producciones recibió malas críticas por parte de la prensa especializada y a pesar de obtener mejores posiciones en las listas musicales que su predecesor, es uno de sus álbumes menos vendidos de aquella década.
Su proceso de grabación se llevó a cabo en los estudios One on One, Can Am Recorders, The Village Recorder, The Record Plant y en los Artisan Sound Recorders. Por otro lado, dentro del listado de canciones se incluye el cover «In My Life» de The Beatles.

## Recepción comercial y promoción
Alcanzó solo el puesto 28 en la lista estadounidense Billboard 200 y es uno de sus pocos trabajos que no han recibido alguna certificación discográfica en los Estados Unidos. A diferencia del país norteamericano, la recepción en los mercados europeo fue mucho mejor. En varios de ellos logró mejores posiciones que el disco anterior, entre ellos el Reino Unido donde alcanzó la quinta posición en los UK Albums Chart. Además en este último país fue certificado con disco de oro tras superar las 100 000 copias vendidas.
Para promocionarlo fueron lanzados cinco canciones como sencillos, cuatro de ellos en el mismo año y el otro al año siguiente. De ellos los más exitosos en las listas musicales fueron «Love Touch» que llegó hasta el sexto lugar en la lista Billboard Hot 100 y en el quinto puesto en los Hot Adult Contemporary Tracks, ambas de los Estados Unidos. Por otro lado, el tema que da el título al disco «Every Beat of My Heart», alcanzó el segundo puesto en los UK Singles Chart y fue certificado con disco de plata, luego de vender más de 200 000 copias en su propio país.

## Lista de canciones
| N.º | Título                              | Escritor(es)                                      | Duración |  |
| 1.  | «Here to Eternity»                  | Stewart, Kevin Savigar                            | 6:01     |  |
| 2.  | «Another Heartache»                 | Stewart, Bryan Adams, Jim Vallance, Randy Wayne   | 4:29     |  |
| 3.  | «A Night Like This»                 | Stewart                                           | 4:20     |  |
| 4.  | «Who's Gonna Take Me Home»          | Stewart, Savigar, Jay Davis                       | 4:40     |  |
| 5.  | «Red Hot in Black»                  | Stewart, Savigar, Jim Cregan                      | 3:17     |  |
| 6.  | «Love Touch»                        | Gene Black, Mike Chapman, Holly Knight            | 4:03     |  |
| 7.  | «In My Own Crazy Way»               | Stewart, Eddie Setser, Frankie Miller, Troy Seals | 3:12     |  |
| 8.  | «Every Beat of My Heart»            | Stewart, Savigar                                  | 5:19     |  |
| 9.  | «Ten Days of Rain»                  | Stewart, Savigar, Tony Brock                      | 5:17     |  |
| 10. | «In My Life» (cover de The Beatles) | John Lennon, Paul McCartney                       | 2:02     |  |

## Posicionamiento en listas semanales
| País           | Lista                 | Posición |
| -------------- | --------------------- | -------- |
| Austria        | Ö3 Austria Top 40     | 2        |
| Suecia         | Sverigetopplistan     | 3        |
| Alemania       | Media Control Charts  | 4        |
| Suiza          | Swiss Music Charts    | 5        |
| Reino Unido    | UK Albums Chart       | 5        |
| Canadá         | Canadian Albums Chart | 9        |
| Noruega        | VG-lista              | 12       |
| Países Bajos   | MegaCharts            | 13       |
| Australia      | ARIA Charts           | 16       |
| Estados Unidos | Billboard 200         | 28       |
| Japón          | Japan Albums Chart    | 28       |

## Certificaciones
| País        | Organismo certificador | Certificación | Ventas certificadas | Ref.   |
| ----------- | ---------------------- | ------------- | ------------------- | ------ |
| Alemania    | BVMI                   | Oro           | 250 000             | [ 14 ] |
| Reino Unido | BPI                    | Oro           | 100 000             | [ 4 ]  |
| Brasil      | ABPD                   | Oro           | 50 000              | [ 15 ] |

## Músicos
- Rod Stewart: voz
- Robin LeMesurier, Kane Roberts, Gene Black, David Williams y Steve Cropper: guitarra
- Jim Cregan: guitarra y coros
- John Corey: guitarra y citara eléctrica
- Jay Davis, Patrick O'Hearn y Scott Edwards: bajo
- Kevin Savigar, Nicky Hopkins, Randy Wayne y Paul Fox: teclados
- Bob Ezrin: teclados y coros
- Tom Scott: instrumento de viento-metal
- Devon Dickinson, Harry Farrar y Kevin Weeds: gaita
- Tony Brock: instrumento y coros